# Manga presenti in Bakuman.
(Moritaka Mashiro)
Questa voce descrive i manga creati dai personaggi presenti nella serie manga e anime Bakuman., degli autori Tsugumi Ohba e Takeshi Obata.

## I manga nella serie
Rifacendosi quasi alla tecnica teatrale del "Plot in the Plot", Tsugumi Ohba e Takeshi Obata presentano all'interno di Bakuman. numerose storie rese in forma di manga dai numerosi protagonisti della serie. Ciò rende la lettura ancora più interessante, per la quasi continua presenza di storie nuove; una delle quali, Lontra numero 11 di Hiramaru, ha riscosso un tale successo da spingere gli autori a scrivere un capitolo pilota della storia. Questo aspetto viene molto sottolineato nell'anime, tanto che molte delle storie ricevono uno spazio di "visione-lettura" all'interno delle puntate.

## Ashirogi Muto

### W Earth: Le due Terre
W Earth: Le due Terre è il primo manga scritto da Akito Takagi e disegnato da Moritaka Mashiro.
Narra la storia di Hayato, un giovane ragazzo che scopre, tornato al suo paese natale, la morte della propria fidanzata Amy. In visita alla sua tomba intravede una figura simile a quella di Amy e la insegue, ma al suo posto trova un medaglione che illuminatosi lo fa scomparire. Hayato si ritrova così in un altro luogo dove dopo varie vicissitudini incontra un altro se stesso. Questo secondo Hayato gli spiega che si trova sulla vera Terra, e che la sua non era altro che una replica e lui e tutti gli altri che dei miseri cloni, creati dai veri umani per condurre esperimenti e migliorare le proprie condizioni attraverso i risultati ottenuti dalla falsa terra. Hayato viene catturato ma riesce a scappare al gruppo ribelle Missing. Il gruppo è composto da "altri terrestri" che vengono prelevati quando i terrestri vogliono mandare degli osservatori sull'"altra terra", e nel caso essi muoiano nel corso della missione, gli "altri" non possono più tornare indietro. Grazie al medaglione di Hayato riescono però a farvi ritorno e a organizzare la rivolta e contrattaccando. Dopo la resa della Terra e l'uccisione dell'"Hayato originale", il ragazzo torna al cimitero e trova nuovamente Amy, che le rivela di essere quella che ha amato e che era riuscita a tornare la prima volta, nonostante la morte della sua controparte, grazie al medaglione che il vero Hayato le aveva dato, come atto di compassione. In quel momento, potendo riabbracciare la sua amata, Hayato ripensa al suo odio, e si domanda chi siano davvero i falsi e chi i veri umani.

### Uno su cento milioni
Uno su cento milioni è il secondo manga scritto da Takagi e disegnato da Mashiro.
In un futuro prossimo, verranno impiantati nel petto e nella testa degli umani, una volta raggiunti i quindici anni, dei chip controllati da un enorme computer governativo, che alla mezzanotte di ogni giorno segnala la posizione di ogni uomo e donna del pianeta in una classifica. In questa società le persone devono riuscire a scalare la classifica per poter ottenere privilegi e condizioni di vita buone se non ottimali; nel farlo però devono stare attenti a non infastidire quelli che si trovano nelle frange alte della classifica: offenderli o mancar loro di rispetto è un crimine gravissimo e può addirittura costare la vita, attraverso il veleno rilasciato dal chip del petto. Un gruppo di ribelli però lotta affinché il sistema venga sovvertito, combattendo il regime e tutti i suoi sostenitori. Ad un certo punto però i ribelli scoprono che è il computer stesso a scegliere i posti della classifica e a controllare gli uomini. Scoperto il vero marionettista il gruppo si schiera contro di esso e le sue guardie robotiche.

### Soldi e idee sono tutto
Soldi e idee sono tutto è il primo manga sviluppato come Muto Ashirogi ed è il loro manga di debutto. Il capitolo autoconclusivo è stato pubblicato sul numero di Akamaru Jump pubblicato nel mese di aprile 2009.
In futuro le idee e i pensieri del nostro cervello potranno essere trasferiti e inviati da un cervello all'altro alla stessa maniera dei normali telefoni cellulari attraverso il sistema ad infrarossi. La motivazione sta nel poter ovviamente lucrare attraverso la vendita delle proprie idee al miglior offerente oppure attraverso l'impiego delle idee acquistate da terzi. In questo modo persone dotate di buona intelligenza venderanno a caro prezzo le proprie trovate a persone invece non particolarmente brillanti oppure comprare idee utili per i propri fini da persone particolarmente intelligenti; per impedire che le proprie idee possano finire in mano a persone indesiderate, è stata imposta la regola che impedisca la vendita non autorizzata a terzi. Il possesso di grandi quantità di denaro e dei diritti su idee geniali sono i punti focali per imporre la propria posizione sociale che si può conoscere attraverso gli aggiornamenti di un computer governativo. All'interno di questa gretta società un ragazzo di diciotto anni di nome Mist cerca di farsi strada con ogni mezzo.

### Demon Sword
Demon Sword è un manga di Muto Ashirogi, mai pubblicato.
In un mondo dove i demoni vivono sulla stessa terra degli uomini, esiste una spada in cui ve ne sono stati rinchiusi una moltitudine. Tra gli uomini c'è solo un giovane ragazzo che è in grado di maneggiarla e di cui ne è diventato il custode. La spada è diventata l'obiettivo di molti demoni e ogni volta che il ragazzo riesce a trionfare su di loro, nuovi demoni lo sfidano per privarlo della demoniaca lama. Il giovane eroe sa che se la spada cadesse nelle loro mani, con essa tutto il mondo farebbe la medesima fine, e che solo con la loro definitiva sconfitta il mondo potrà trovare la pace.

### Angel Days
Angel Days è un manga di Muto Ashirogi, mai pubblicato.
Quando gli esseri umani muoiono la loro anima viene accompagnata in paradiso dagli angeli che in base al numero di anime che riescono a recuperare ottengono un determinato punteggio che permette loro di scalare la gerarchia angelica. Però alcuni angeli avidi e ambiziosi decidono di scendere sulla terra e di uccidere loro stessi gli umani affinché la quantità di anime per loro aumenti. Un angelo accortosi di questi orribili gesti, decide di scendere anch'egli sulla terra per impedire che si protraggano ulteriormente. Affrontando i suoi nemici si imbatte in una ragazza di cui si innamora.

### Detective Trap
Detective Trap - Indagini con truffa (疑探偵ＴＲＡＰ?, Gitantei Torappu) è un manga scritto e illustrato da Muto Ashirogi ed è il primo ad essere pubblicato su Weekly Shonen Jump. La sua serializzazione è avvenuta dal 21 febbraio 2011 al 23 gennaio 2012.  È nato dal concept di un personaggio disegnato da Mashiro durante la sua infanzia.
Nel corso della pubblicazione, per il troppo sforzo impiegato nel disegnare ogni settimana nuovi capitoli e le relative poche ore di sonno, Mashiro ha un collasso e viene ricoverato in ospedale. La pubblicazione viene interrotta e per questo la serie lentamente subisce una diminuzione della sua popolarità. La serie conta 31 capitoli, raccolti in 5 volumi.
Il manga tratta di un detective che, tramite astuti trabocchetti, costringerà i criminali a confessare i loro misfatti. Il detective si fa pagare 1000$ per ogni caso risolto ad eccezione di Ami, una ragazza di cui è innamorato.

### I due me
I due me è un manga concepito da Takagi come loro possibile nuova serie da presentare a Miura per la riunione di serializzazione successiva alla chiusura di Trap.
Manga di ambientazione fantasy, tratta la storia di un ragazzo che tornando a casa trova un suo doppio. La cosa genera confusione, anche perché ogni volta che il protagonista parla anche il suo doppio lo fa, ripetendo così all'unisono le stesse parole e compiendo gli stessi movimenti. Pensando ad un modo per risolvere la situazione, decidono che uno di loro due, scelto a sorte, sarebbe andato a vivere in un altro luogo in modo da permettere al sorteggiato di agire e parlare indipendentemente l'uno dall'altro, per poi rincontrarsi e sfruttare la situazione a proprio vantaggio.

### Ten
Ten è un manga concepito da Takagi come loro possibile nuova serie da presentare a Miura per la riunione di serializzazione. Fu pubblicata su Weekly Shonen Jump come episodio autoconclusivo, raggiungendo il decimo posto con 101 voti.
Un miliardario, Gold Rich, riunisce i dieci migliori assassini del pianeta e promette come premio un'enorme quantità di denaro a colui che riuscirà a sbarazzarsi degli altri nove concorrenti. Se anche uno solo dei dieci accetta, tutti sono obbligati a partecipare in quanto automaticamente diventano dei bersagli. Tra questi dieci efferati assassini si trova il giovane protagonista, che cerca in tutti i modi di uscire da questa terribile situazione. Nonostante il tema cupo, è una storia comica a causa del carattere eccentrico dei personaggi e alle situazioni paradossali in cui essi si ritrovano in continuazione.

### Future Watch
Future Watch - L'orologio del futuro è un manga di Muto Ashirogi. Fu pubblicato su Weekly Shonen Jump come episodio autoconclusivo, raggiungendo il nono posto.
Il figlio di un inventore fa visita al laboratorio del padre dopo aver sentito della sua scomparsa. Scopre che l'uomo ha lasciato una gran quantità di debiti, due strani orologi e un biglietto di istruzioni: questi due orologi sono la più grande invenzione dello scienziato in quanto permettono di muoversi lungo l'asse temporale, di sette minuti nel futuro. Scettico il ragazzo prova a fare un esperimento e viene catapultato nel futuro.notando il cambio di orario prova a chiamare il laboratorio e tramite un paradosso (dato che lui non appartiene completamente a quel tempo) si mette in comunicazione con il se stesso di sette minuti fa, che non ha ancora provato a fare l'esperimento e notando che manca uno dei due orologi. Il ragazzo rimasto nel passato usa l'orologio per andare anch'egli nel futuro e parlare con sé stesso, ma una volta giunto, trova solo l'altro orologio. A quel punto va nel futuro ancora una volta e si rimette in contatto con il se stesso passato. I due capiscono che se si rimettono sullo stesso asse temporale tornano ad essere uno solo e che "loro" padre aveva usato la sua invenzione per scommettere sui cavalli e pagarsi i debiti, e probabilmente sarà molte ore avanti a loro. Volendo sfruttare in un qualche modo vantaggioso la cosa, decidono di organizzarsi e di comprare un cellulare nuovo per comunicare meglio tra loro.

### Corri, Daihatsu Tanto!
Corri, Daihatsu Tanto! è un manga partorito dalla pressione imposta dall'editor Miura affinché Ashirogi scrivesse un gag-manga, come aveva fatto Takahama prima di loro. Si tratta della seconda serie serializzata su Shonen Jump, tuttavia verrà interrotta su richiesta del duo di mangaka, poiché intenzionati a superare nei sondaggi Eiji e con Tanto sono convinti di non potercela fare. Successivamente inizieranno a dedicarsi ad una nuova serie che metta in risalto le abilità di Takagi come scrittore.
Il manga parla di un giovane di nome Tanto, il quale a causa delle invenzioni del nonno si trova in situazioni particolari e imbarazzanti.

### SIA: soldi, idee e aspetto
S I A: soldi, idee e aspetto è un manga di Muto Ashirogi, mai pubblicato. Dopo la fine della loro seconda serie, gli Ashirogi devono presentare entro tre riunioni per la serializzazione un manga che non solo sia interessante ma che possa essere in grado di confrontarsi con Niizuma. SIA è il loro primo tentativo ed è una versione ancora più cupa del precedente Soldi e Idee, solo che oltre all'intelligenza e al denaro, i due mangaka hanno aggiunto anche l'aspetto esteriore: da ciò nasce un mondo in cui gli uomini e le donne vengono classificati secondo questi tre valori ed esistono vere e proprie compravendite, evidenziando la natura bramosa e meschina degli uomini. Secondo Hattori, che decide di aiutare Miura nel suo ruolo di editor, questa storia avrebbe dovuto mostrare ai due mangaka un soggetto con un'atmosfera complessa ed intricata. Hattori non rivelerà mai ad Ashirogi Muto che S.I.A. poteva essere subito serializzato ma non lo fa per non fargli "montare la testa". Questo è in realtà un pensiero che ha il signor Hattori in una delle puntate della seconda stagione.

### Stopper of Magma
Stopper of Magma è un manga di Muto Ashirogi, mai pubblicato. Dopo la fine della loro seconda serie, gli Ashirogi devono presentare entro tre riunioni per la serializzazione un manga che non solo sia interessante ma che possa essere in grado di confrontarsi con Niizuma: Stopper è il loro secondo tentativo. È uno dei più tipici manga main-stream fantasy, sulla stessa linea del loro precedente Demon Sword. Secondo Hattori, che decide di aiutare Miura nel suo ruolo di editor, questa storia avrebbe dovuto mostrare ai due mangaka un soggetto con un'atmosfera semplice e concentrata sul personaggio principale.
Stopper of Magma è incentrato sulla storia di una spada in grado di sigillare un vulcano da cui fuoriescono in continuazione dei demoni. Il protagonista, un ragazzino di nove anni, vuole partecipare alla spedizione, con il desiderio non solo di bloccare il flusso di demoni ma anche quello di ritrovare suo padre scomparso nella precedente spedizione.

### PCP - Perfect Crime Party
PCP - Partito del Crimine Perfetto è il terzo manga serializzato da Muto Ashirogi.
Si tratta di una serie in cui il duo aveva riposto molta fiducia. In seguito scoprono che il manga non è idoneo ad essere adattato in una serie anime a causa dell'estremo realismo degli avvenimenti descritti e di come essi siano facilmente riproducibili nella realtà. Tale motivazione porta il manga ad un grande successo, ma allo stesso tempo è anche artefice di non poche critiche nei confronti dei due giovani autori. Successivamente, nel corso della serializzazione, scoppia uno "scandalo" causato da servizi televisivi incentrati su un criminale sconosciuto che si diverte ad infiltrarsi dentro i caveau di vari istituti bancari, lasciando come firma il nome di "PCP". L'evento causa inizialmente in Takagi una crisi inventiva e un relativo periodo buio per la scrittura di nuove sceneggiature. Tuttavia con l'aiuto di Mashiro, Takagi pensa come risposta allo scandalo un capitolo dove i giovani protagonisti del manga smascherano un imitatore, dimostrando ai lettori che i protagonisti di "PCP" non si permetterebbero mai di commettere un vero reato, in quanto non sono dei veri criminali. Successivamente la serie verrà portata su Isshyo Jump, per permettere ad Ashirogi di presentare una nuova serie su Shonen Jump, Reversi, con l'intento di combattere nei sondaggi e nella vendita dei volumi la seconda serie di Niizuma, Zombie★Gun.
PCP è incentrato su un gruppo di giovani ragazzi che frequentano le scuole elementari che si diletta nel commettere dei semplici "crimini perfetti", senza che nessuno si accorga di nulla.

### Quei momenti solo nostri
Quei momenti solo nostri è un manga scritto e disegnato da Mashiro e riveduto da Takagi. È un capitolo autoconclusivo creato per concorrere alla Super Leaders Love Fest. Per scrivere questa storia Mashiro si ispira notevolmente alla propria storia con Azuki.

### Reversi
Reversi è l'ultimo manga apparso nella serie dei due autori. Pubblicato su Shonen Jump, Reversi è la serie che li porterà ad essere gli autori numeri uno della rivista, dato che conquista moltissime prime posizioni, imponendosi come una delle colonne portanti di Jump. Fu inizialmente proposto come capitolo autoconclusivo, ma dato il suo notevole successo i due mangaka decisero di farne una serie. Il manga è diviso in 49 capitoli, ripartiti in sei volumi.
Reversi parla di un ragazzo, Satoru, che incontra un demone nero, Schwarz, e ne prende i poteri. Con questi poteri Satoru è capace di trasmettere i suoi pensieri e le sue ideologie nella mente delle persone che tocca, usandolo così per creare, secondo lui, un mondo migliore. Tutto questo dura finché non si rivela il demone bianco, Weiss, che ha la capacità di liberare le persone dall'influsso di Schwarz. Così inizia una battaglia tra i due demoni che porterà poi alla morte di entrambi nel capitolo finale.

## Eiji Niizuma

### Large Bander
Large Bander è il primo manga scritto e illustrato da Eiji Niizuma. Con questo manga, Eiji partecipa al concorso Tezuka e si piazza al secondo posto.

### Haitenpepoo
Haitenpepoo è un capitolo autoconclusivo di Eiji Niizuma, classificatosi primo al concorso del premio Tezuka. Con tale piazzamento, Eiji vince il premio di due milioni di yen.

### Dogamiberon
Dogamiberon è un manga composto da un unico capitolo autoconclusivo di Eiji Niizuma. Classificatosi secondo al concorso del premio Tezuka, Niizuma vince il premio di un milione di yen.

### Yellow Hit
Yellow Hit è la serie manga con cui Eiji Niizuma avrebbe dovuto debuttare sulla rivista Weekly Shonen Jump, ma su sua richiesta viene sostituita da Crow, per il quale Eiji presenta una storia ancora migliore di questa.

### Crow
Crow è un manga di Eiji Niizuma ed è la sua prima serie ufficiale pubblicata su Weekly Shonen Jump. La sua serializzazione dura fino al 2016, anno in cui Niizuma conclude il manga dopo essersi piazzato per oltre dieci settimane al primo posto e divenendo il primo mangaka della rivista, avvalendosi del patto fatto all'inizio della pubblicazione col caporedattore Sasaki.
Tratta la storia di un ragazzo che decide di vestire i panni del "Corvo", e vegliare come un vigilante sulla propria città, Musashi Karasu City, combattendo il crimine con la propria spada a forma di piuma. Suoi compagni sono "Lady Crow", il "Passero", il "Gatto" e la cornacchia Pi-chan. Tra i suoi avversari vi sono anche strane creature vestite con armature. Crow condivide lo stesso universo narrativo di +Natural e il protagonista della serie fa alcune apparizioni cameo all'interno di +Natural collaborando con Manabu, l'esper degli psycholife.

### +Natural
+Natural è la seconda serie disegnata da Niizuma e la serie di debutto della scrittrice Aiko Iwase, che si occupa della sceneggiatura.

### The Power of Love A to Z
The power of love A to Z è un manga composto da un capitolo autoconclusivo scritto da Eiji in occasione della Super Leaders' Love Fest. È un manga incentrato a metà tra amore e combattimenti ma non riscuoterà molto successo, piazzandosi al nono posto nei sondaggi.

### Zombie★Gun
Zombie★Gun è la terza serie manga di Niizuma serializzata su Jump e la seconda realizzata interamente da lui. È il manga che compete con Reversi, finché quest'ultimo non si conclude.
Gun, uno zombie col cuore umano, cerca vendetta contro colui che lo ha trasformato in uno zombie e ritrovare forma umana.

## Shinta Fukuda
- U-400: manga autoconclusivo che ha partecipato al premio Tezuka, insieme a "Haitenpepoo" e "Dogamiberon" di Eiji Niizuma e "Uno su Cento Milioni" di Mashiro e Takagi, posizionatosi terzo.
- Un balordo appassionato: manga autoconclusivo pubblicato su Akamaru insieme a "Soldi e Idee sono tutto", posizionatosi al quinto posto.
- Kiyoshi Knight: primo manga serializzato da Fukuda dopo un lungo periodo di rimaneggiamenti. Narra le disavventure tra il serio e il faceto di Kiyoshi, un ragazzo un po' teppista e attaccabrighe, che tra bulli e arti marziali, cerca di farsi notare dalla sua bella, una ragazza di nome Shoko. Questo manga è stato ristrutturato nel complesso otto volte, a causa dei contenuti più simili ad un seinen che ad uno shonen, e ha partecipato anche alla Gold Future Cup, arrivando primo a pari merito con "Detective Trap: Indagini con truffa" degli Ashirogi Muto.
- Road Racer Giri: secondo manga serializzato su Jump, verrà prima pubblicato come manga autoconclusivo. Tratta di Giri, un motociclista che sogna di diventare il migliore al mondo. Correndo numerose volte, attirerà l'attenzione di un uomo che si rivelerà essere un vecchio motociclista che lo inserirà nel mondo delle corse su pista, fino ad arrivare alla Moto GP.
- La violenta Yui: parla di un teppista che si innamora di Yui, una ragazza di ricca famiglia, la quale impone al protagonista una scelta: continuare a fare il teppista e dimenticarla oppure lasciare quella vita per dedicarsi a lei. Così lui deciderà di farsi dare un pugno da ogni persona che ha picchiato. Yui lo verrà a sapere e lo implorerà di non farsi più picchiare, decidendo di aiutarlo nello sconfiggere tutti i teppisti della zona. Il manga è stato presentato alla Super Leaders' Love Fest.

## Aoki Ko
- Hideout Door: un ragazzino, dopo aver attraversato una misteriosa porta si ritrova catapultato in un mondo magico, abitato da fate, folletti e da altri esseri magici. Sconvolto da questo nuovo ambiente deve prendere una fatidica decisione: ottenere un'anima da folletto dei boschi oppure diventare una preda per le creature del posto. (Come sceneggiatrice, in collaborazione con Nakai).
- Il tempo delle foglie acerbe: Shoichiro Mame è un ragazzo di quindici anni del primo anno all'istituto privato Aoba. Ha deciso di iscriversi li principalmente per il fatto che la gonna della divisa delle studentese è la più corta della prefettura e per un preciso punto del regolamento scolastico che impone alle ragazze di indossare solo intimo bianco. Shoichiro inoltre si è imposto di uscire con tutte le ragazze che trova carine, dovunque esse le incontri, chiedendosi, d'altro canto, come farebbe se no a capire se gli piacciono davvero? Due sono le prime ragazze con cui si approccia: una che gli pone la regola di non uscire insieme fino a quando non avranno realizzato i loro sogni, alla quale, preso dall'emozione, giunge a chiederle di sposarlo non appena accadrà, e un'altra a cui aveva chiesto informazioni sulla prima, e che si infatua di lui pensando che il suo gesto fosse un modo come un altro di dichiararsi.
- Un dono del Cielo: Fu pubblicato come manga autoconclusivo su Jump durante la Super Leaders' Love Fest. Questo, grazie all'ottimo risultato raggiunto (si classificò 1°), venne successivamente serializzato. Il manga narra la storia di un angelo e di un umano che si innamorano.

## Kazuya Hiramaru
- Lontra Numero 11: Nelle Hirano Marines Industries lavora uno strano direttore a capo del primo reparto marketing, ovvero Lontra 11#, una Lontra antropomorfa. Questo strano essere è diventato famoso per aver compiuto atti di vigilante contro delinquenti, ed è stato condannato per questo a due anni di carcere e a tre di libertà vigilata. Tutto il Giappone però firmò petizioni per la sua scarcerazione, incominciando a vederlo come un eroe, un giustiziere. Le Hirano Industries decisero quindi di sfruttare la sua popolarità per vendere i suoi prodotti di importazione cinese, spacciandoli per prodotti giapponesi. Ma Lontra 11# nasconde un segreto: con le sue mani trasformabili in dure rocce aveva si colpito dei malvagi in passato ma in verità lo aveva fatto semplicemente perché voleva colpire qualcuno con esse: il suo sangue bestiale di lontra glielo impone, ma il suo sangue umano lo trattiene dal compiere atti sconsiderati. In questo sta la sua ambiguità di essere: seguire l'istinto dell'animale o quello dell'uomo? Lontra 11# è solito parlare per sofismi e si prende cura in segreto di un'altra creatura strana, simile a lui, ovvero Hamada, la lontra dal viso umano.
- Non arriverò mai a te: Fu pubblicato inizialmente come storia autoconclusiva durante la Super Leaders' Love Fest dove gareggiò con i manga degli altri membri del Team Fukuda. Grazie all'ottimo risultato ottenuto (2º dietro il manga di Aoki) riuscì ad essere successivamente serializzato. Per questo manga Hiramaru è stato costretto a modificare notevolmente il suo modo di disegnare, sfruttando soprattutto la presenza di Nakai che gli diede molti consigli. Il manga parla di un ragazzo impopolare innamorato della ragazza più bella della scuola. Quando questa però si confesserà a lui il ragazzo la rifiuta temendo una trappola, ma la ragazza continuerà a chiedergli di stare con lei.

## Aiko Iwase

### +Natural
+Natural è la serie di debutto di Iwase, della quale scrive la sceneggiatura. I disegni del manga sono invece curati da Eiji Niizuma.
Un ragazzo di nome Manabu un giorno si accorge di essere speciale: guardando un programma in televisione sui poteri extra-sensoriali, gli venne voglia di provare a vedere per gioco se era davvero possibile una cosa del genere; riesce così inspiegabilmente a piegare un cucchiaino. Sconvolto fa dei nuovi esperimenti e scopre di poter muovere gli oggetti, farli scomparire alla vista e altre cose simili. Compie un ennesimo esperimento e in venti giorni schiude un uovo di gallina da cui fuori esce una creatura non umana e neppure animale, denominata Psycholife. Dopo aver sviluppato queste capacità incontra altri esper come lui e gli viene rivelato che i loro poteri gli sono stati dati da una misteriosa entità, di cui si ignorano le origini. Manabu si ritrova così catapultato in un mondo incredibile e intricato, dove sarà costretto a combattere, affiancato dalla sua creatura, contro numerosi avversari. Più avanti Manabu avrà modo di incontrare un vero eroe, ovvero Crow, il vigilante di Musashi Karasu City.

### Quattro giovinezze
Quattro giovinezze è un manga romantico composto da un capitolo autoconclusivo scritto da Iwase e disegnato da Happongi Hachiro. Viene presentato alla Super Leaders' Love Fest, ma arriva all'ultimo posto. Non si conoscono dettagli riguardo alla trama.

## Shoyo Takahama
- Business boy Kenichi: Kenichi Tsubaki è un ragazzo delle medie che nonostante vada bene a scuola, decide di interrompere il suo corso di studi e di non voler andare al liceo, per questo motivo si reca a scuola con il padre Kintaro per poter ufficializzare la cosa. Una volta fuori dagli uffici scolastici incontra Hatta, un suo grande amico, e gli chiede di vedersi più tardi perché deve confidargli un segreto. Arrivati al luogo prescelto, Kenichi gli confessa il motivo per cui si è ritirato dagli studi: è entrato in possesso di trecento milioni di yen. Di fronte alla reazione per niente stupita dell'amico, dato che anche lui, un anno prima, ha ereditato una quantità molto maggiore di denaro dal testamento di suo padre, Kenichi lo informa che i soldi li aveva ottenuti da una promessa che suo padre gli aveva fatto, ovvero che avrebbero diviso a metà la vincita ottenuta dall'acquisto di duecento biglietti della lotteria di fine anno: due di quei biglietti valevano trecento milioni l'uno. Sconvolto, Hatta gli chiede che cosa ha intenzione di fare, e Kenichi gli propone di entrare in società con lui e di fare del business, a partire, dato che sono ancora minorenni e non possono permettersi mezzi particolari, da cose semplici, come il venditore ambulante di panini.
- Le tre spalle della giustizia: Storia scritta da Takahama subito dopo la fine di Business Boy Kenichi, tratta di un giovane procuratore che cerca di risolvere crimini. Da esse ne viene tratto un dorama televisivo.

## Ryu Shizuka
- Shapon: manga autoconclusivo che ha partecipato al concorso del premio Treasure. Poiché i suoi contenuti erano troppo forti per essere pubblicato su una rivista shonen, gli editori gli assegneranno il "Premio Eiji Niizuma", creato proprio per questo manga a causa dell'insistenza di Niizuma nel volerlo premiare.
- True Human: su una Terra sempre più tetra e rovinata dalla mano dell'uomo, una nuova specie di esseri, che si definiscono i "Veri Umani", fa la sua comparsa. Essi sono capaci di volare, e in preda ad un odio estremo verso gli uomini, decidono di punirli per le loro malefatte nei confronti della natura, per la loro infamia e la loro falsità. In quest'opera Shizuka mette molto se stesso, esprime il proprio risentimento nei confronti di un mondo che lo ha rifiutato e maltrattato. A seconda dello stato d'animo dell'autore, l'opera varierà nei suoi contenuti.

## Koji "Koogy" Makaino
- Colorfusical: un ragazzo con il potere derivatogli dalla sua voce, attraverso il canto cambia il colore delle cose e i cuori delle persone, ponendosi l'obiettivo di cambiare il mondo.

## Shun Shiratori
- Loveta & Peace: segue le avventure di un ragazzo ed il suo cane, il quale ha uno strano potere: riesce a "leggere" la natura delle persone. La storia fu inizialmente scritta da Takagi Akito ma, quando questa fu serializzata, Shun completò da solo la sua opera. L'opera è stata cancellata dopo quasi 6 mesi di pubblicazione.

## Nanamine Tooru
- L'aula della verità: verrà presentato al Premio Treasure in cui Ashirogi è il giudice. I temi trattati non sono adatti per una rivista come Jump, di conseguenza non riceverà menzioni. Nonostante ciò viene lodato notevolmente dal dipartimento editoriale. Successivamente Nanamine pubblicherà il manga su un blog, ricevendo anche lì una grande quantità di approvazioni. Il manga tratta di una classe che viene completamente isolata dalla realtà ed al suo interno una entità chiamata "dio" uccide gli studenti della classe che non riescono a superare i vari giochi che si troveranno di fronte. L'idea di fondo di questo manga è quella di dire la verità, altrimenti muori, cosa che gli studenti e l'insegnante proveranno personalmente. Nanamine ha pensato solo all'idea di fondo del manga, mentre per il resto è stato aiutato da altre 4 persone che lo hanno aiutato a sviluppare il resto della trama.
- La tensione e il gas che comporta: manga scritto poco dopo L'aula della verità, presenta contenuti più shonen a differenza del suo predecessore. Verrà pubblicato come storia autoconclusiva, prendendo numerosissimi voti nel sondaggio che lo porteranno ad essere primo sia nei risultati parziali sia in quelli finali. Nanamine qui si avvarrà delle idee di 50 persone diverse tutte conosciute su internet e che hanno lodato il suo primo manga.
- Ciò che serve alla vita scolastica per renderla piena di significato: con questa serie Nanamine punta al confronto diretto con Ashirogi, rendendo il più possibile il manga simile a PCP. Parte molto bene, conquistando due secondi posti nei primi due capitoli, ma in seguito, a causa dell'inconsistenza e contraddittorietà di alcune idee, il manga precipiterà in classifica. Inizialmente le persone ad aiutare Nanamine sono 50, ma causa del comportamento dispotico dell'autore le persone che lo aiuteranno con le idee inizieranno a sfoltirsi, finché non lo abbandoneranno del tutto dopo il crollo dei voti nel sondaggio. Nakai aiuterà come capo assistente a partire dal secondo capitolo del manga, aumentando considerevolmente la qualità dei disegni.
- La bella e i cento miliardi: l'unica figlia di un ricco magnate è una ragazza di una bellezza irresistibile. Il padre decide di creare una competizione, riservata a ragazzi tra i 18 e i 25 anni, dove il vincitore avrà come premio la possibilità di sposare la ragazza e 100 miliardi di yen. Vengono scelti a caso 15000 ragazzi che, dopo aver superato un esame scritto, vengono radunati in uno stadio per competere tra loro ogni giorno con prove diverse. Viene pubblicato come one-shot ma, sotto richiesta del caporedattore Sasaki, questo manga deve classificarsi almeno nella Top 3, altrimenti Nanamine non potrà più scrivere per Jump. Nonostante i lettori della Shinjitsu Co. lo valutino con un voto di 9.3, il manga si classifica quarto nei sondaggi, ponendo così fine alla carriera di Nanamine su Jump. (In collaborazione con Shinjitsu Co.)